# Lijst van Italiaanse ministers van Communicatie

## Ministers van Communicatie van Italië (1953–2008)
| Minister van Communicatie        | Minister van Communicatie | Minister van Communicatie         | Ambtstermijn              | Ambtstermijn     | Partij(en)                   | Premier(s)                     | Kabinet(en)    |
| -------------------------------- | ------------------------- | --------------------------------- | ------------------------- | ---------------- | ---------------------------- | ------------------------------ | -------------- |
|                                  | Modesto Panetti           | Modesto Panetti (1875–1957)       | 17 augustus 1953          | 18 januari 1954  | DC                           | Giuseppe Pella (1953–1954)     | Pella          |
|                                  | Gennaro Cassiani          | Gennaro Cassiani (1903–1978)      | 18 januari 1954           | 5 juli 1955      | DC                           | Amintore Fanfani (1954)        | Fanfani I      |
| Mario Scelba (1954–1955)         | Gennaro Cassiani          | Gennaro Cassiani (1903–1978)      | 18 januari 1954           | 5 juli 1955      | DC                           | Scelba                         |                |
|                                  | Giovanni Braschi          | Giovanni Braschi (1891–1959)      | 5 juli 1955               | 20 mei 1957      | DC                           | Antonio Segni (1955–1957)      | Segni I        |
|                                  | Bernardo Mattarella       | Bernardo Mattarella (1905–1971)   | 20 mei 1957               | 1 juli 1958      | DC                           | Adone Zoli (1957–1958)         | Zoli           |
|                                  | Alberto Simonini          | Alberto Simonini (1896–1960)      | 1 juli 1958               | 15 februari 1959 | PSDI                         | Amintore Fanfani (1958–1959)   | Fanfani II     |
|                                  | Giuseppe Spataro          | Giuseppe Spataro (1897–1979)      | 15 februari 1959          | 25 maart 1960    | DC                           | Antonio Segni (1959–1960)      | Segni II       |
|                                  | Antonio Maxia             | Antonio Maxia (1904–1962)         | 25 maart 1960             | 26 juli 1960     | DC                           | Fernando Tambroni (1960)       | Tambroni       |
|                                  | Lorenzo Spallino          | Lorenzo Spallino (1897–1962)      | 26 juli 1960              | 27 mei 1962      | DC                           | Amintore Fanfani (1960–1963)   | Fanfani III    |
| Fanfani IV                       | Lorenzo Spallino          | Lorenzo Spallino (1897–1962)      | 26 juli 1960              | 27 mei 1962      | DC                           | Amintore Fanfani (1960–1963)   |                |
|                                  | Guido Corbellini          | Guido Corbellini (1890–1976)      | 27 mei 1962               | 30 november 1962 | DC                           | Amintore Fanfani (1960–1963)   |                |
|                                  | Carlo Russo               | Carlo Russo (1920–2007)           | 30 november 1962          | 24 februari 1966 | DC                           | Amintore Fanfani (1960–1963)   |                |
| DC                               | Carlo Russo               | Carlo Russo (1920–2007)           | 30 november 1962          | 24 februari 1966 | Giovanni Leone (1963)        | Leone I                        |                |
| DC                               | Carlo Russo               | Carlo Russo (1920–2007)           | 30 november 1962          | 24 februari 1966 | Aldo Moro (1963–1968)        | Moro I                         |                |
| DC                               | Carlo Russo               | Carlo Russo (1920–2007)           | 30 november 1962          | 24 februari 1966 | Aldo Moro (1963–1968)        | Moro II                        |                |
|                                  | Giovanni Spagnolli        | Giovanni Spagnolli (1907–1984)    | 24 februari 1966          | 24 juni 1968     | Aldo Moro (1963–1968)        | DC                             | Moro III       |
|                                  | Angelo De Luca            | Angelo De Luca (1907–1975)        | 24 juni 1968              | 12 december 1968 | DC                           | Giovanni Leone (1968)          | Leone II       |
|                                  | Mario Ferrari Aggradi     | Mario Ferrari Aggradi (1916–1997) | 12 december 1968          | 24 februari 1969 | DC                           | Mariano Rumor (1968–1970)      | Rumor I        |
|                                  | Crescenzo Mazza           | Crescenzo Mazza (1910–1996)       | 24 februari 1969          | 6 augustus 1969  | DC                           | Mariano Rumor (1968–1970)      | Rumor I        |
|                                  | Athos Valsecchi           | Athos Valsecchi (1919–1985)       | 6 augustus 1969           | 27 maart 1970    | DC                           | Mariano Rumor (1968–1970)      | Rumor II       |
|                                  | Franco Maria Malfatti     | Franco Maria Malfatti (1927–1991) | 27 maart 1970             | 10 juni 1970     | DC                           | Mariano Rumor (1968–1970)      | Rumor III      |
|                                  | Giacinto Bosco            | Giacinto Bosco (1905–1997)        | 10 juni 1970              | 26 juni 1972     | DC                           | Mariano Rumor (1968–1970)      | Rumor III      |
| DC                               | Giacinto Bosco            | Giacinto Bosco (1905–1997)        | 10 juni 1970              | 26 juni 1972     | Emilio Colombo (1970–1972)   | Colombo                        |                |
| DC                               | Giacinto Bosco            | Giacinto Bosco (1905–1997)        | 10 juni 1970              | 26 juni 1972     | Giulio Andreotti (1972–1973) | Andreotti I                    |                |
|                                  | Giovanni Gioia            | Giovanni Gioia (1925–1981)        | 26 juni 1972              | 7 juli 1973      | Giulio Andreotti (1972–1973) | DC                             | Andreotti II   |
|                                  | Giuseppe Togni            | Giuseppe Togni (1903–1981)        | 7 juli 1973               | 24 november 1974 | DC                           | Mariano Rumor (1973–1974)      | Rumor IV       |
| Rumor V                          | Giuseppe Togni            | Giuseppe Togni (1903–1981)        | 7 juli 1973               | 24 november 1974 | DC                           | Mariano Rumor (1973–1974)      |                |
|                                  | Giulio Orlando            | Giulio Orlando (1926–2017)        | 24 november 1974          | 30 juli 1976     | DC                           | Aldo Moro (1974–1976)          | Moro IV        |
| Moro V                           | Giulio Orlando            | Giulio Orlando (1926–2017)        | 24 november 1974          | 30 juli 1976     | DC                           | Aldo Moro (1974–1976)          |                |
|                                  | Vittorino Colombo         | Vittorino Colombo (1925–1996)     | 30 juli 1976              | 12 maart 1978    | DC                           | Giulio Andreotti (1976–1979)   | Andreotti III  |
|                                  | Antonino Gullotti         | Antonino Gullotti (1922–1989)     | 12 maart 1978             | 20 maart 1979    | DC                           | Giulio Andreotti (1976–1979)   | Andreotti IV   |
|                                  | Vittorino Colombo         | Vittorino Colombo (1925–1996)     | 20 maart 1979             | 4 april 1980     | DC                           | Giulio Andreotti (1976–1979)   | Andreotti V    |
| Francesco Cossiga (1979–1980)    | Vittorino Colombo         | Vittorino Colombo (1925–1996)     | 20 maart 1979             | 4 april 1980     | DC                           | Cossiga I                      |                |
| Francesco Cossiga (1979–1980)    |                           | Clelio Darida                     | Clelio Darida (1927–2017) | 4 april 1980     | 18 oktober 1980              | DC                             | Cossiga II     |
|                                  | Michele Di Giesi          | Michele Di Giesi (1927–1983)      | 18 oktober 1980           | 28 juni 1981     | PSDI                         | Arnaldo Forlani (1980–1981)    | Forlani        |
|                                  | Remo Gaspari              | Remo Gaspari (1921–2011)          | 28 juni 1981              | 4 augustus 1983  | DC                           | Giovanni Spadolini (1981–1982) | Spadolini I    |
| Spadolini II                     | Remo Gaspari              | Remo Gaspari (1921–2011)          | 28 juni 1981              | 4 augustus 1983  | DC                           | Giovanni Spadolini (1981–1982) |                |
| Amintore Fanfani (1982–1983)     | Remo Gaspari              | Remo Gaspari (1921–2011)          | 28 juni 1981              | 4 augustus 1983  | DC                           | Fanfani V                      |                |
|                                  | Antonio Gava              | Antonio Gava (1930–2008)          | 4 augustus 1983           | 28 juli 1987     | DC                           | Bettino Craxi (1983–1987)      | Craxi I        |
| Craxi II                         | Antonio Gava              | Antonio Gava (1930–2008)          | 4 augustus 1983           | 28 juli 1987     | DC                           | Bettino Craxi (1983–1987)      |                |
| Amintore Fanfani (1987)          | Antonio Gava              | Antonio Gava (1930–2008)          | 4 augustus 1983           | 28 juli 1987     | DC                           | Fanfani VI                     |                |
|                                  | Oscar Mammì               | Oscar Mammì (1926–2017)           | 28 juli 1987              | 11 april 1991    | PRI                          | Giovanni Goria (1987–1988)     | Goria          |
| Ciriaco De Mita (1989)           | Oscar Mammì               | Oscar Mammì (1926–2017)           | 28 juli 1987              | 11 april 1991    | PRI                          | De Mita                        |                |
| Giulio Andreotti (1989–1992)     | Oscar Mammì               | Oscar Mammì (1926–2017)           | 28 juli 1987              | 11 april 1991    | PRI                          | Andreotti VI                   |                |
| Giulio Andreotti (1989–1992)     |                           | Carlo Vizzini                     | Carlo Vizzini (1947)      | 11 april 1991    | 28 juni 1992                 | PSDI                           | Andreotti VII  |
|                                  | Maurizio Pagani           | Maurizio Pagani (1936–2014)       | 28 juni 1992              | 10 mei 1994      | PSDI                         | Giuliano Amato (1992–1993)     | Amato I        |
| Carlo Azeglio Ciampi (1993–1994) | Maurizio Pagani           | Maurizio Pagani (1936–2014)       | 28 juni 1992              | 10 mei 1994      | PSDI                         | Ciampi                         |                |
|                                  | Giuseppe Tatarella        | Giuseppe Tatarella (1935–1999)    | 10 mei 1994               | 17 januari 1995  | AN                           | Silvio Berlusconi (1994–1995)  | Berlusconi I   |
|                                  |                           | Agostino Gambino (1933–2021)      | 17 januari 1995           | 17 mei 1996      | O                            | Lamberto Dini (1995–1996)      | Dini           |
|                                  | Antonio Maccanico         | Antonio Maccanico (1924–2013)     | 17 mei 1996               | 21 oktober 1998  | UD                           | Romano Prodi (1996–1998)       | Prodi I        |
|                                  | Salvatore Cardinale       | Salvatore Cardinale (1948)        | 21 oktober 1998           | 11 juni 2001     | UDR                          | Massimo D'Alema (1998–2000)    | D'Alema I      |
| D'Alema II                       | Salvatore Cardinale       | Salvatore Cardinale (1948)        | 21 oktober 1998           | 11 juni 2001     | UDR                          | Massimo D'Alema (1998–2000)    |                |
| Giuliano Amato (2000–2001)       | Salvatore Cardinale       | Salvatore Cardinale (1948)        | 21 oktober 1998           | 11 juni 2001     | UDR                          | Amato II                       |                |
|                                  | Maurizio Gasparri         | Maurizio Gasparri (1956)          | 11 juni 2001              | 23 april 2005    | AN                           | Silvio Berlusconi (2001–2006)  | Berlusconi II  |
|                                  | Mario Landolfi            | Mario Landolfi (1959)             | 23 april 2005             | 17 mei 2006      | AN                           | Silvio Berlusconi (2001–2006)  | Berlusconi III |
|                                  | Paolo Gentiloni           | Paolo Gentiloni (1954)            | 17 mei 2006               | 8 mei 2008       | DL (2006–07)                 | Romano Prodi (2006–2008)       | Prodi II       |
|                                  | Paolo Gentiloni           | Paolo Gentiloni (1954)            | 17 mei 2006               | 8 mei 2008       | DP (2007–08)                 | Romano Prodi (2006–2008)       | Prodi II       |